# Levan Sanadse
Levan Sanadze (Tiflis, Georgia, Unión Soviética, 16 de agosto de 1928-24 de agosto de 1998) fue un atleta soviético, especializado en la prueba de 4 x 100 m en la que llegó a ser subcampeón olímpico en 1952.

## Carrera deportiva
En los JJ. OO. de Helsinki 1952 ganó la medalla de plata en los relevos 4 x 100 metros, con un tiempo de 40.3 segundos, tras Estados Unidos y por delante de Hungría (bronce), siendo sus compañeros de equipo Boris Tokarev, Levan Kaljajevy Vladimir Sukharev.